# Curzonlinjen
Curzonlinjen blev fremlagt af Ententemagterne efter 1. verdenskrig ved fredsforhandlinger i 1919 som en demarkationslinje mellem Polen og Sovjetunionen og var tænkt som grundlag for den fremtidige grænse. Linjen var udarbejdet af den britiske udenrigsminister George Curzon.
I kølvandet på 1. verdenskrig, der fremskyndte den russiske revolution i 1917, erklærede en række nye stater i den vestlige periferi af det tidligere Russiske Kejserrige deres selvstændighed. Disse selvstændighedserklæringer førte til udbruddet af den polsk-sovjetiske krig, den finske uafhængighedskrig og uafhængighedskrige i Estland, Letland og Litauen samt borgerkrig i både Finland og Letland. Tilsvarende søgte uafhængighedsbevægelser i både Hviderusland og Ukraine at etablere selvstændige stater, men i modsætning til de tidligere nævnte blev disse besejret militært af Sovjet og Polen.
De allieredes Øverste Råd havde pålagt en "Kommission for polske anliggender" at fremsætte forslag om Polens østlige grænse. De allierede foreslog flere gange våbenstilstandslinjen i løbet af den polsk-sovjetiske krig, blandt andet i et notat fra den britiske regering til Sovjetunionen underskrevet af udenrigsminister Lord Curzon af Kedleston. Curzon præsenterede sit forslag for Sovjetunionen som basis for en våbenhvile. Da forslaget blev forelagt var Sovjetunionen begunstiget af krigslykken og ikke interesseret i forslaget, men da Sovjetunionen senere led nederlag, var Polen ikke interesseret i Curzons forslag, hvilket betød at forslaget ikke kom til at spille nogen rolle ved etableringen af den polsk-sovjetiske grænse i 1921. I stedet tilkendte de endelige fredsforhandlinger i Riga Polen 135.000 km2 land op til 250 km øst for Curzonlinjen. Riga-freden medførte samtidigt, at store nationale mindretal kom under polsk kontrol. I 1931 udgjorde polakker således kun 21.993.000 (~ 68 %) ud af en samlet befolkning på 31.915.000. Omkring 20 % var ukrainere (3.983.400) eller hviderussere (1.772.500) og 2.732.000 var jøder (~ 8 %).
Med mindre variationer lå den nordlige halvdel af Curzonlinjen omtrent langs grænsen, der blev etableret mellem Kongeriget Preussen og det Russiske Kejserrige i 1797, efter den tredje deling af Polen. Langs det meste af forløbet fulgte Curzonlinjen en etnisk grænse: områder vest for linjen havde polsk befolkningsflertal, mens områderne mod øst var etnisk blandet domineret af ukrainere, hviderussere, polakker, jøder og litauere. Mens området vest for Curzon-linjen var domineret af polakker både i land- og byområder, var det polske befolkningselement øst for linjen primært koncentreret i de større byer som Lviv (Lwów), Vilnius (Wilna), Brest (Brześć), Pinsk (Pińsk) og Ivano-Frankivsk (Stanisławów), der var fuldstændig domineret af polakker og jøder, mens landdistrikterne i overvejende grad var domineret af andre nationaliteter. I det nuværende Vilnius apskritis i Litauen findes fortsat større områder med polsk befolkningsflertal i oplandet til den litauiske hovedstad.
Linjens nordlige forlængelse fra 1920 gik igennem et område, der var omstridt mellem Polen og Litauen. Der var to versioner af den sydlige del af linjen gennem et område omstridt af polakker og ukrainere: "A" og "B". Version "B" placerede Lviv i Polen. Linjen fik ikke betydning ved fastlæggelsen af Polens østgrænse efter 1. Verdenskrig; denne blev i stedet fastlagt i 1921 ved freden i Riga efter den polsk-sovjetiske krig og efter et pro-polsk kup i Vilnius samme år fastsatte Polen ensidigt grænsen mod Litauen, hvilket førte til polsk-litauisk fjendskab gennem hele mellemkrigsperioden.
Efter Nazitysklands invasion af Polen 1. september 1939 og Sovjetunionens invasion 17. september 1939 delte disse lande Polen imellem sig iht. Molotov-Ribbentrop-pagten aftalt mellem disse måneden før; den sovjetiske fremrykning fulgte i stort omfang Curzonlinjen; således tilfaldt både Lviv, Brest og Vilnius den sovjetiske sektor.
Curzonlinjen fik igen betydning i forbindelse med afslutningen af 2. verdenskrig, hvor Stalin forlangte Sovjets vestgrænse genoprettet, som den havde været før den tyske invasion i 1941, dvs. samme grænsedragning som ved Polens deling i 1939 mellem Tyskland og Sovjet. Gennem hele krigen, indtil Teherankonferencen, ønskede den britiske regering, at Polens østgrænse fra mellemkrigstiden skulle genoprettes, men Churchills position ændrede sig efter den sovjetiske sejr i Slaget ved Kursk. Efter en privat aftale på Teherankonferencen, bekræftet i 1945 på Jaltakonferencen, udsendte de allierede ledere Franklin D. Roosevelt, Winston Churchill og Stalin en erklæring, hvor de bekræftede Curzonlinjen, med fem til otte kilometers ændringer, som den østlige grænse mellem Polen og Sovjetunionen.
Da Churchill foreslog at lade Polen beholde dele af det østlige Galicien med byen Lviv (følgende Curzons linje B), fastholdt Stalin sine hidtidige krav og afviste andet end småændringer af 1941-grænsen. I stedet skulle Polen kompenseres for sine tabte østområder (Kresy) ved at indlemme størstedelen af Tysklands daværende østlige områder i Polen. Den nuværende grænse mellem Polen og hhv. Hviderusland og Ukraine følger generelt Curzonlinjen og er tilnærmelsesvis blevet sproggrænsen mellem vestslaviske og østslaviske sprog.